# Steinkjer
64°01′22″N 011°29′20″Ø / 64.02278°N 11.48889°Ø
Steinkjer (sydsamisk: Stientjie; tidl. Stenkjær) er en kommune i Trøndelag. Kommunen ligger inderest i Trondhjemsfjorden og grænser mod nord til Namdalseid, Namsos og Overhalla, i nordøst og øst mod Snaså, i syd mod Verdal, Indre Fosen og i vest mod Inderøy og Åfjord. Ved Kommunereformen i Norge blev Verran lagt sammen med Steinkjer kommune fra 1. januar 2020, efter gensidigt lokalt ønske..
Kommunecenteret Steinkjer er det tredjestørste byområde i fylket og administrationssted for Trøndelag fylkeskommune.

## Navn og etymologi
Navnet Steinkjer kommer af norrønt stein-ker, som betyder dæmning eller opbygning af sten, men brugt om opstemning for fangst af fisk, f.eks. laks. Ogna, Byaelva og Figga, som har udløb her, har altid været gode lakseelve. Fram til 1925 ble navnet skrevet «Stenkjær».

## Historie
Bølareinen er en naturalistisk helleristning af et rensdyr i fuld størrelse. Den ligger ca. 30 km øst for Steinkjer centrum langs Rv. 763 ned mod Snåsavatnet og er et bevis på at der boede folk her ca. 6.000 f. Kr.
Steinkjer med småbyerne Mære og Egge har været et historisk magtcentrum i norrøn tid og tidlig middelalder. Flere betydningsfulde arkæologiske fund er gjort i området. Bardalfeltet i Sør-Beitstad er en af Nord-Trøndelags største samlinger af helleristninger. Skeifeltet syd for Steinkjer er Nord-Trøndelags største gravfelt med hele 113 gravhøje. Der findes der også kogegruber, bautastene og et ringformet husanlæg med otte hustomter.
Snorre Sturlason fortæller i Heimskringla at ladejarlerne Svend Jarl og Erik Jarl havde deres hovedsæde i Steinkjer og fejrede jul der før de forlod landet i 1016.
Høvdingesædet Egge på moræneryggen nord for Steinkjer er nævnt flere gange i sagaerne. Trond Haka, Olve på Egge og Kalv Arnesson boede der. Kalv deltog i bondehæren som dræbte Olav den hellige i slaget ved Stiklestad i 1030. Ved Egge er der gjort rige gravfund fra en periode som strækker sig fra omkring år 200 til 1100.
Steinkjersannan var ekserserplads og militærlejr i omkring 300 år fra 1600-tallet til 2002.
Stedet fik ladestedsrettigheder 7. maj 1857 og blev by. Betegnelsen «Bygdernes by» genspejler de rige og aktive bygder omkring som gjorde det muligt at udvikle stedet da kystskibsfarten tog til i slutningen af 1800-tallet. Det opstod en betydelig handelsvirksomhed baseret på trælast og jordbrugsprodukter.
Steinkjer blev sin egen kommune den 23. januar 1858. Kommunen blev udskilt af Stod kommune som en bykommune og havde ved oprettelsen 1.150 indbyggere. Den 15. august 1900 blev byen hærget af en brand, hvor den oprindelige træbebyggelse forsvandt. I løbet af få år blev byen genopbygget i jugendstil. I 1902 blev en ubeboet del af Ogndal overført til Steinkjer. I 1941 og i 1948 blev dele af Ogndal med henholdsvis 57 og 78 indbyggere overført til Steinkjer. I 1948 blev desuden en del af Egge med 70 indbyggere overført til Steinkjer.
Uden krigen blev bykernen bombet 21. og 22. april 1940, hvor tre fjerdedele af bebyggelsen blev totalskadet. Efter krigen blev byen genopført og fremstår i dag som en by i funktionalistisk efterkrigsstil.
I 1964 blev bygdekommunerne Beitstad, Sparbu, Ogndal, Egge, Stod, Kvam og Steinkjer sammenlagt til den nye Steinkjer kommune med til sammen 19.582 indbyggere. Årets efter sammenlægning stod kirken i Steinkjer færdig, hvilket markerer afslutningen på midtbyens genrejsning. I 1964 havde Steinkjer 4.325 indbyggere. Blandt andet takket være bygderne er Steinkjer i dag en af landets største jord- og skovbrugskommuner, og dermed et vigtigt økonomisk grundlag for kommunen. Der er mange store land- og skovbrug; særligt med produktion af korn og mælk.
I oktober 1998 fik Steinkjer formelt omstillingsstatus af Kommunal- og regionaldepartementet på baggrund af en rapport, der viste, at kommunen ville miste over 600 arbejdspladser inden 2010 uden specielle tiltag. Det medførte, at man i flere år satsede på Steinkjer som »IT-byen«.

## Geografi
- Fossemvatnet
- Gilten
- Mokkavatnet

### Klima
Steinkjer har til trods for sin nordlige beliggenhed et stabilt klima som tillader landbrug. Steinkjer har oplevet temperaturer over 32 varmegrader
om sommeren til 25 kuldegrader om vinteren.

## Uddannelse

### Videregående
Steinkjer har fem videregående skoler; Steinkjer, Mære, Egge, Sparbu og Kvam.
Steinkjer videregående skole byder på seks forskellige studieretninger: Allmenne, økonomiske, administrative og skomager fag, formgivingsfag, helse- og socialfag, hotel- og næringsmiddelfag, idrætsfag samt salg og service. Dertil har de en nystartet naturvidenskablig linje, og skolen har modtaget den nationale realfagspris for 2004. Deres slagord er «mangfoldighed og mening».
Egge videregående skole er også Steinkjer Tekniske Fagskole. Skolen byder på seks forskellige studieretninger: byggefag, mekaniske fag, elektronikfag, tekniske byggefag, medier og kommunikation samt træarbejdsfag og allmenfaglig overbygning.
Mære landbruksskole ligger ved Mære kirke i Mære. Skolen tilbyder Naturbrug og er sammen med Olav Duun videregående skole i Namsos den første skole i landet som tilbyder linjen "Entreprenørskab og virksomhedsudvikling" for elever med gode virksomhedsideer eller med drømmer om at skabe eller udvikle en virksomhed.

### Højskole
- Høgskolen i Nord-Trøndelag

## Kultur
Nogle af de årlige kulturelle begivenheder og arrangementer i Steinkjer er Steinkjerfestivalen, Steinkjermartnan, Vikingfestivalen, Hilmarfestivalen og Risrock.

### Seværdigheder
- Mære kirke er en middelalderstenkirke bygget mellem 1150 og 1200 i Mære.
- Egge museum.
- Steinkjer kirke, med Weidemann vinduer.
- Bølarein, Stod.
- Byafjellet (Senderen, Svarttjønna osv.)

## Personer fra Steinkjer
- Augusta Aasen († 1920), politiker,[5] født i Osen i Søndre Trondhjems amt
- Louise Qvam, († 1944),[6] læge, talsmand for kvinders rettigheder og lovforslag til lov af 1901 om stemmeret for kvinner ved kommunevalg[7]
- Kristofer Uppdal († 1961), forfatter, født på Beitstad i Steinkjer[8]